# 1998年長野オリンピックのオーストリア選手団
1998年長野オリンピックのオーストリア選手団（1998ねんながのオリンピックのオーストリアせんしゅだん）は、1998年2月7日から2月22日まで、日本の長野県長野市を中心とする地域を会場として開催された1998年長野オリンピックのオーストリア選手団、およびその競技結果。

## 概要
今大会は金メダル2個、銀メダル1個、銅メダル5個の合計8個のメダルを獲得した。
今大会から正式種目となったスノーボードでは、女子大回転でブリギッテ・ケックが銅メダルを獲得した。

## メダル
| メダル | 選手名 | 競技                   | 種目               |
| ------ | --- | ---------------------- | ------------------ |
| 金     | ヘルマン・マイヤー                                                                                                  | アルペンスキー         | 男子大回転         |
| 金     | ヘルマン・マイヤー                                                                                                  | アルペンスキー         | 男子スーパー大回転 |
| 金     | マリオ・ライター | アルペンスキー         | 男子複合           |
| 銀     | シュテファン・エバーハーター                                                                                        | アルペンスキー         | 男子大回転         |
| 銀     | アレクサンドラ・マイスニッツァー                                                                                    | アルペンスキー         | 女子大回転         |
| 銀     | ハンス・クナウス | アルペンスキー         | 男子スーパー大回転 |
| 銀     | ミヒャエラ・ドルフマイスター                                                                                        | アルペンスキー         | 女子スーパー大回転 |
| 銀     | マルクス・ガンドラー                                                                                                | クロスカントリースキー | 男子10km           |
| 銅     | クリスティアン・マイヤー                                                                                            | アルペンスキー         | 男子複合           |
| 銅     | ハンネス・トリンクル                                                                                                | アルペンスキー         | 男子滑降           |
| 銅     | トーマス・シコラ | アルペンスキー         | 男子回転           |
| 銅     | アレクサンドラ・マイスニッツァー                                                                                    | アルペンスキー         | 女子スーパー大回転 |
| 銅     | クリスチャン・ホフマン                                                                                              | クロスカントリースキー | 男子50km           |
| 銅     | アンドレアス・ビドヘルツル                                                                                          | スキージャンプ         | 男子ノーマルヒル   |
| 銅     | ラインハルト・シュワルツェンベルガー マルティン・ヘルバルト シュテファン・ホルンガッハー アンドレアス・ビドヘルツル | スキージャンプ         | 男子団体           |
| 銅     | ブリギッテ・ケック                                                                                                  | スノーボード           | 女子大回転         |
| 銅     | アンゲリカ・ノイナー                                                                                                | リュージュ             | 女子1人乗り        |